# Cerophysa doisuthepica
Cerophysa doisuthepica es un coleóptero de la familia Chrysomelidae.
Fue descrita científicamente en 1989 por Kimoto.